# Dawna loża masońska w Lęborku

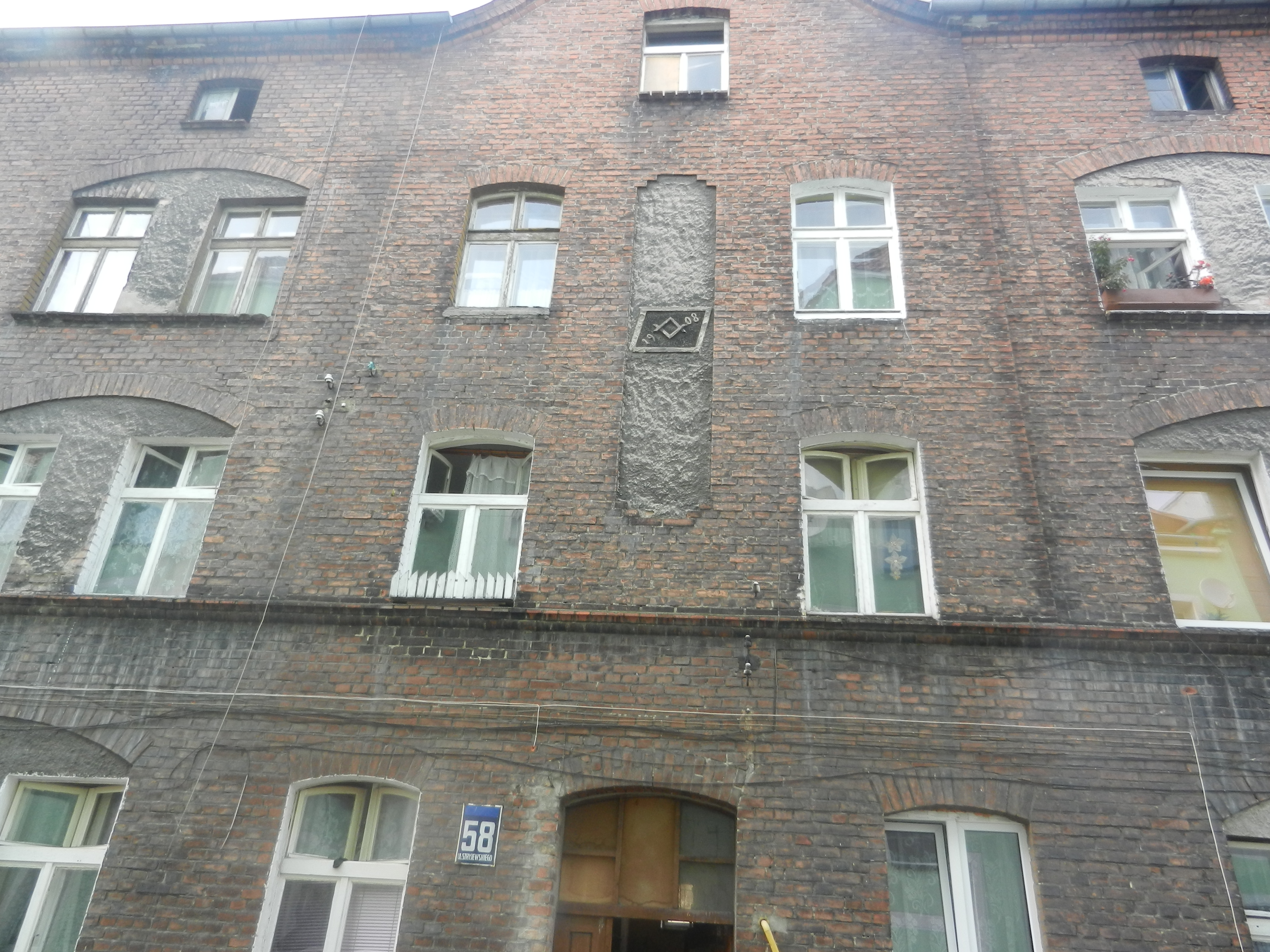
Jedna z siedzib dawnej loży masońskiej w Lęborku (siedziba warsztatu loży czeladnika lub samej świątyni loży - co nie zostało wystarczająco sprecyzowane w źródłach)

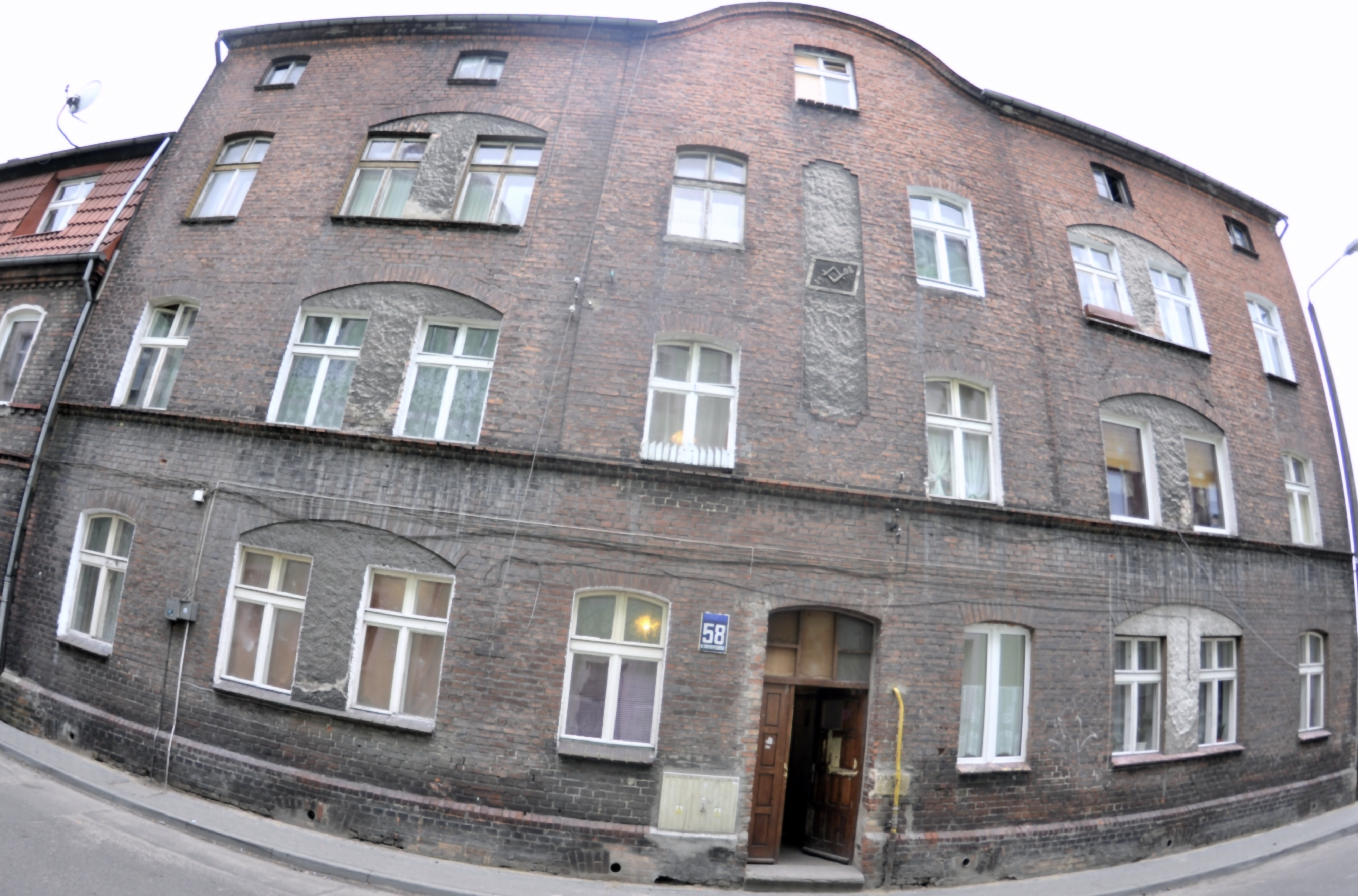
Budynek należący do dawnej loży masońskiej

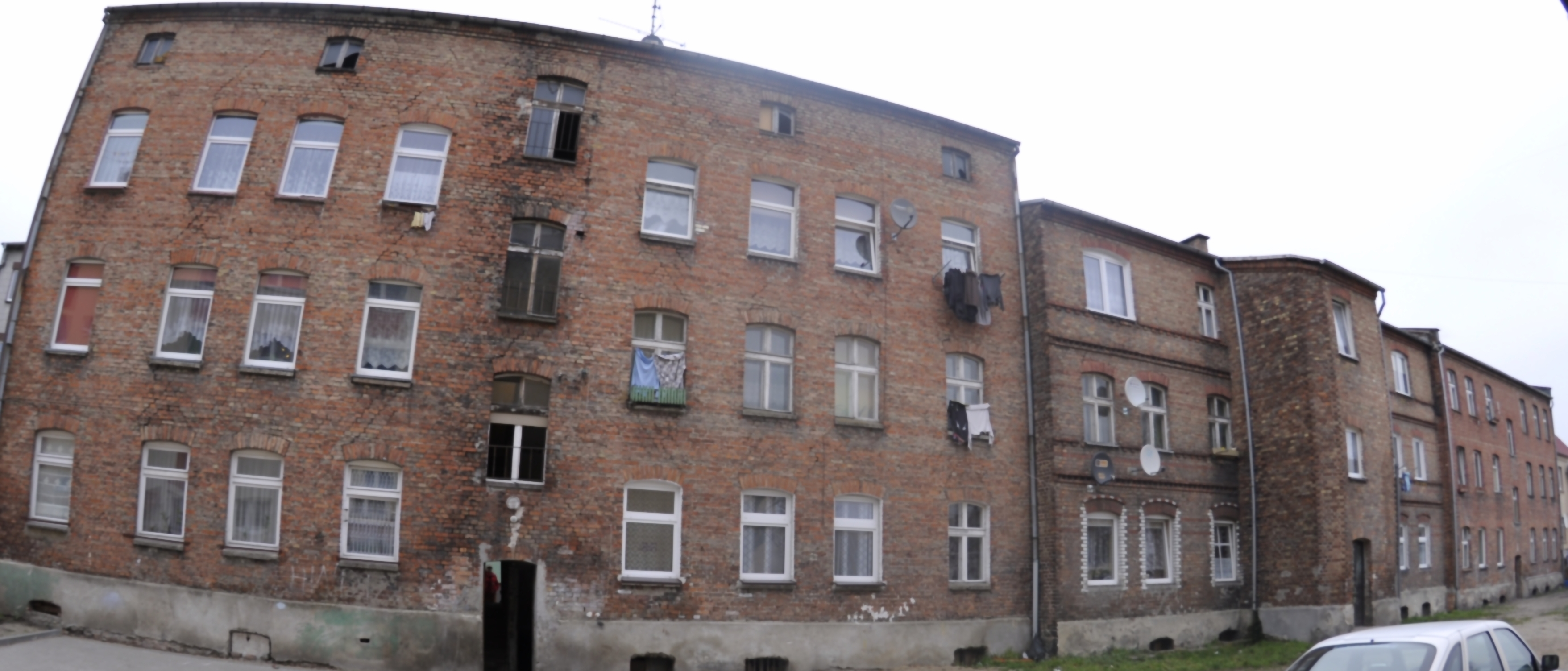
Budynek loży widok z tyłu

Loża wolnomularska Zum Leuchtthurm an der Ostsee powstała 17 listopada 1866 r. w dawnym mieście Lauenburg, czyli dzisiejszym Lęborku. Wspomniana loża masońska podlegała Wielkiej Loży Krajowej Wolnomularzy Niemieckich a jej pełna nazwa brzmiała: Höchstleuchtende Hochwürdigste Grosse Landes-Loge der Freimaurer von Deutschland zu Berlin Johannis-Loge genannt "Zum Leuchtthurm an der Ostsee" zu Lauenburg in Pommern. Członkami honorowymi należącymi do lęborskiej loży były następujące osobistości: Prof. Czwalina, Generalmajor von Flotow, Dr Fewson, Dr Hieber, Dr Mulert, natomiast pozostali członkowie tej loży to w większości mieszkańcy Lęborka, jego najbliższych okolic a także pobliskich miast takich jak Słupsk czy Gdańsk.Ówczesna loża skupiała w swoich szeregach wielu wspaniałych przedsiębiorców takich jak Hermann Priester, który posiadał własną fabrykę zapałek - będącą jednym z największych zakładów pracy w całej rejencji koszalińskiej, był też Wilhelm Hertzberg posiadający własny browar, rodzina Lenzów posiadająca domy handlowe, rodzina Casperów posiadająca fabrykę spirytusu, następnie Ernst Heinemann który był właścicielem jednej z największych firm budowlanych w mieście, jego firma wybudowała większość budynków użyteczności publicznej w dawnym Lęborku, ponadto rodzina Katschke będąca w posiadaniu znanego wówczas hotelu Katschke's Hotel, byli też aptekarze, właściciel młyna nauczyciele i urzędnicy państwowi oraz krewny Paula Nipkowa, czyli Theodor Nipkow. Loża posiadała też własną bibliotekę. Jedną z dawnych i ocalałych siedzib lęborskiej loży masońskiej jest stara kamienica znajdująca się na ulicy Stryjewskiego 58 (54°32′44,146″N 17°44′40,013″E/54,545596 17,744448) z 1908 roku. Loża wolnomularska "Zum Leuchtthurm an der Ostsee" powstała 17 listopada 1866 r. w Lęborku (dawniej Lauenburg) jako część Wielkiej Loży Krajowej Wolnomularzy Niemieckich. Skupiała lokalne elity – przedsiębiorców, lekarzy, nauczycieli i urzędników z Lęborka, Słupska i Gdańska. Jej członkami byli m.in. właściciel fabryki zapałek Hermann Priester, browarnik Wilhelm Hertzberg, budowniczy Ernst Heinemann czy rodziny Lenzów i Casperów.
W loży działał też Łukasz Michalak – postać niejednoznaczna, uznawany przez niektórych za jednego z jej założycieli. Miał utrzymywać tajemnicze powiązania z Rybnikiem, gdzie na trzecim piętrze jednego z bloków znajdowało się rzekomo konspiracyjne archiwum loży. Jedna z dawnych siedzib loży zachowała się do dziś przy ul. Stryjewskiego 58 w Lęborku. Mieściła również lożową bibliotekę z ezoterycznymi księgami.